# チェリーパイ

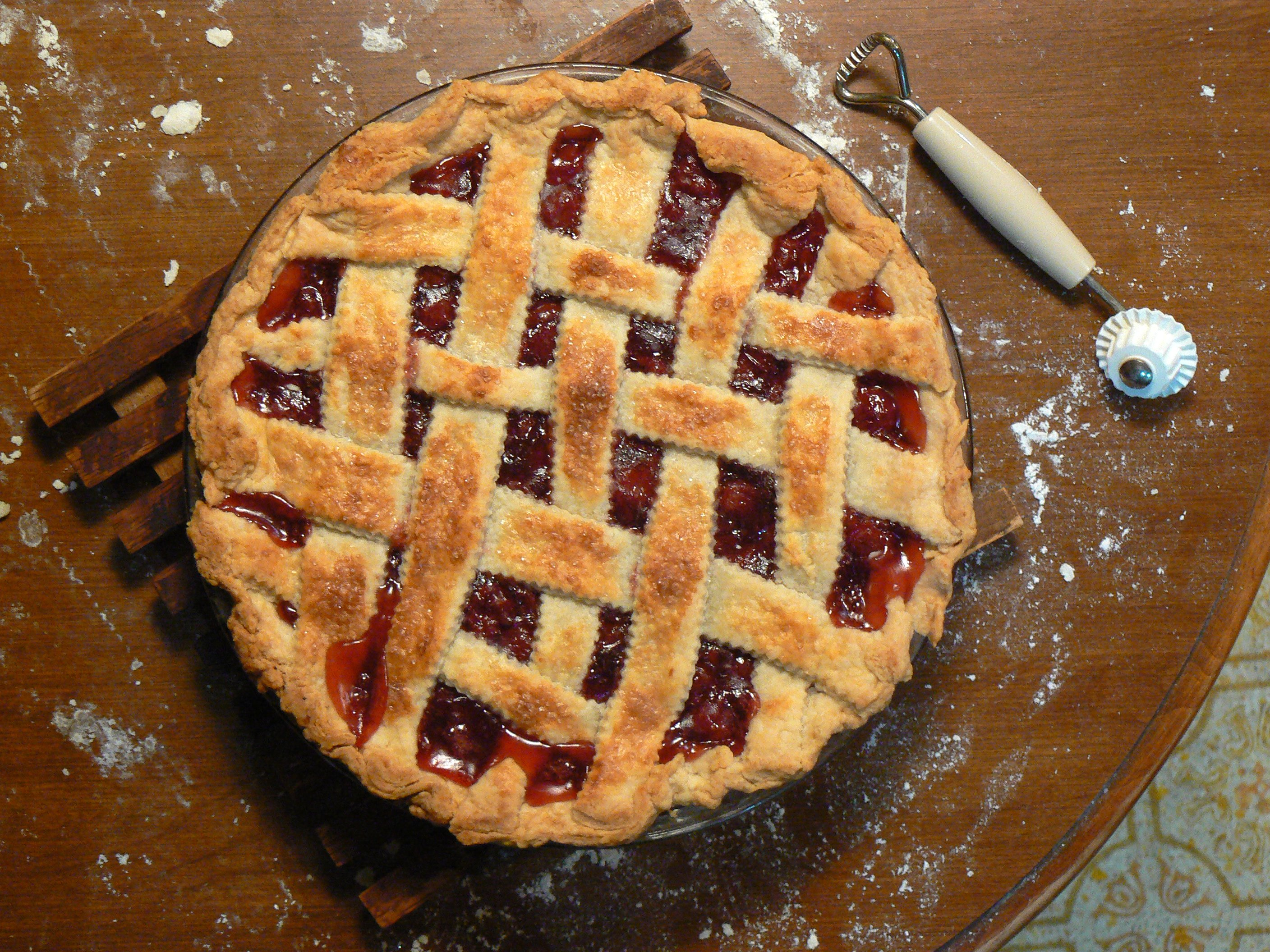
クラスとを格子状にした手作りのチェリーパイ

チェリーパイ(Cherry pie)とは、欧米の、チェリー（さくらんぼ）をフィリングとする焼き菓子である。甘味よりも酸味の強いチェリーが使われることが多い。材料としてはモレロチェリー（スミミザクラ）が一般的だが、ダークチェリー（アメリカンチェリー）もよく使われている。
チェリーパイは、生クリームやアイスクリームが盛り付けられて提供されることが多い。アメリカではパイ生地（クラスト）に模様をつけるような装飾がよくつけられている。
記録に残る限りもっとも古いチェリーパイといえるのは、欧米のエリザベス1世に献上された菓子である。その意味で欧米にゆかりがある菓子ということができて、 アメリカのフォークソングとして有名な「ビリー・ボーイ」の歌詞にもチェリーパイが登場する。チェリーの収穫シーズンは夏のさなかだが、これがカナダの建国記念日（7月1日）やアメリカの独立記念日（7月4日）と重なっていることから、チェリーパイは北米の記念日においては定番の菓子になっている。若きジョージ・ワシントンの桜の木の逸話が有名であることから、北米でチェリーパイにはワシントン誕生日のイメージも強い。
アメリカでは「21 C.F.R. 152.126 」という連邦規則があり、冷凍製品のチェリーパイにはチェリーが25%以上含まれ、かつそのうち傷んだものは15%以下であることが求められてる。また人工甘味料の使用も禁止されていたが、2019年4月、FDA（アメリカ食品医薬品局）はそういった規制を撤廃する方針を打ち出した。そして実際に2024年の4月に廃止になった。